# EHC Dübendorf
Der EHC Dübendorf ist ein Eishockeyverein aus Dübendorf im Kanton Zürich. Der Klub spielt aktuell in der MyHockey League und trägt seine Heimspiele in der Kunsteisbahn im Chreis in Dübendorf aus.

## Geschichte
Der EHC Dübendorf (EHCD) wurde 1939 gegründet. Der erste Vereins-Präsident war Werner Bantli (1939–1940). 1942 wurde das Natureisfeld „Im Chreis“ eröffnet. Ab 1960 spielte und trainierte man auf der Eisbahn in Wetzikon. Sechs Jahre später wurde mit dem Bau der Kunsteisbahn Dübendorf begonnen, welche am 14. Oktober 1967 eingeweiht wurde. 1972 wurde die große Zuschauertribüne überdacht. Am 27. November 1982 kam es zum Eröffnungsspiel der neu erbauten Eishalle. Man erwartete vor 4000 Zuschauern den Zürcher Schlittschuh-Club (ZSC Lions). Das damalige Nationalliga B-Spiel gewann Dübendorf 4:0. Nachdem 1984 noch am Aufstieg in die NLA geschnuppert wurde, stieg der Klub 1987 in die 1. Liga ab.
Es folgten Jahre der Konsolidierung und die Erkenntnis, dass im Zuge der fortschreitenden Professionalisierung und steigenden Kosten in den oberen Ligen die 1. Liga der richtige Platz für den Verein ist. Das Bekenntnis zum Ausbildungsverein wurde gefasst. Der Nachwuchs soll professionell ausgebildet werden und für die Aktiven soll der EHCD eine Adresse für knapp gescheiterte Talente werden, welche auf dem höchst möglichen Amateurniveau ihre Passion ausüben wollen und daneben jetzt ihre berufliche Karriere verfolgen können. Dieses Modell hält bis heute erfolgreich. Seit der Saison 1999/00 platzierte sich die 1. Mannschaft nie mehr schlechter als im 4. Rang der Qualifikation. Die Hochhaltung der Vereinstradition steht im Vordergrund, auf Aufstiegsmöglichkeiten in höhere Ligen wurden trotz erfolgter Qualifikation immer verzichtet. Daraus resultierte auch der Vereinsslogan "Wir leben Eishockey !"
2015 schlug der EHC Dübendorf im Schweizer Pokalwettbewerb (Swiss Ice Hockey Cup) den HC Davos mit 5:4 n. V. Dies blieb bis zum Ende der Cup-Spiele 2020/21 der einzige Erfolg einer Amateurmannschaft gegen einen Verein der National League. Zudem blieb der EHC Dübendorf der einzige Amateurverein, der kein Qualifikationsspiel für die Cup-Hauptrunde verlor und bei allen sieben Austragungen dabei war. In der Saison 2017/18 wurde der EHC Dübendorf der erste Meister der neuen MySports League. 2020 änderte der Verein sein Klub-Logo. Das Logo wurde am 29. Oktober 2020 unter der Marke Nr. 754223 beim IGE/IPI Schweiz eingetragen.
Die Saison 2022/23 schloss der EHC Dübendorf als Tabellenletzter der MyHockey League (ehemals MySports League) ab. Dadurch wurde die Relegation in die 1. Liga Tatsache. Es ist dies der erste Abstieg nach rund 36 Jahren.

## Nachwuchs
1995 besiegelte man die künftige Zusammenarbeit im Nachwuchsbereich mit dem Zürcher Schlittschuh-Club. Eigene Talente können damit den Schritt in die Spitzenmannschaften der U17 Elit und U20 Elit der ZSC Organisation schaffen. Damit wurde der EHC Dübendorf zu einem wichtigen Ausbildungspartner in der ZSC-Nachwuchs-Pyramide. In der Saison 2008/09 wurden die Moskitos des EHCD inoffizieller Schweizer Meister, die Saison 2019/2020 beendeten die U15-Elit nach der Qualifikation auf dem 1. Rang. Die Playoffs konnten auf Grund von COVID-19 nicht mehr ausgetragen werden.
Seit 1994/95 ist der EHC Dübendorf Gastgeber des internationalen Glattal-Turniers, welches jährlich bei den U9 (vormals Bambini) und U11 (vormals Piccolo) ausgetragen wird. Dieses Nachwuchsturnier gehört zu den Flaggschiffen im Nachwuchsbereich. Jährlich messen sich die namhaftesten Vereine mit ihrem besten Nachwuchs. Der EHC Dübendorf ist ein bekennender Ausbildungsverein und gehört in der Nachwuchsarbeit bis zur U15 zu den besten zehn Vereinen der Schweiz.

## Erfolge und Misserfolge
- 1978: Erstmaliger Aufstieg in die Nationalliga B, die zweithöchste Spielklasse in der Schweiz
- 1984: Erreichen der Aufstiegsspiele zur Nationalliga A
- 1986/87: Abstieg in die 1. Liga nach über 10 Jahren in der Nationalliga B
- 1988/89: Meister der 1. Liga-Ostgruppe, Teilnahme an den Aufstiegsspielen zur Nationalliga B
- 1990/91: Meister der 1. Liga-Ostgruppe, Teilnahme an den Aufstiegsspielen zur Nationalliga B
- 1994/95: Meister der 1. Liga-Ostgruppe, Teilnahme an den Aufstiegsspielen zur Nationalliga B
- 2003/04: Schweizer Amateurmeister (Sieger der 1. Liga), Aufstiegsverzicht in die Nationalliga B aufgrund fehlender Finanzen
- 2004/05: Meister der 1. Liga-Ostgruppe, Teilnahme an den Aufstiegsspielen zur Nationalliga B
- 2006/07: Meister der 1. Liga-Ostgruppe, Teilnahme an den Aufstiegsspielen zur Nationalliga B
- 2012/13: Meister der 1. Liga-Ostgruppe, Teilnahme an den Aufstiegsspielen zur National League B
- 2014: Schweizer Amateurmeister (Sieger der 1. Liga)
- 2018: Schweizer Meister der MySports League

## Bekannte ehemalige Spieler
- Sven Andrighetto
- Reto Berra
- Leonardo Genoni
- Peter Iten
- Patrick Schöpf
- Pius Suter
- Christian Weber
- Marco Miranda